# Полезные ископаемые Испании

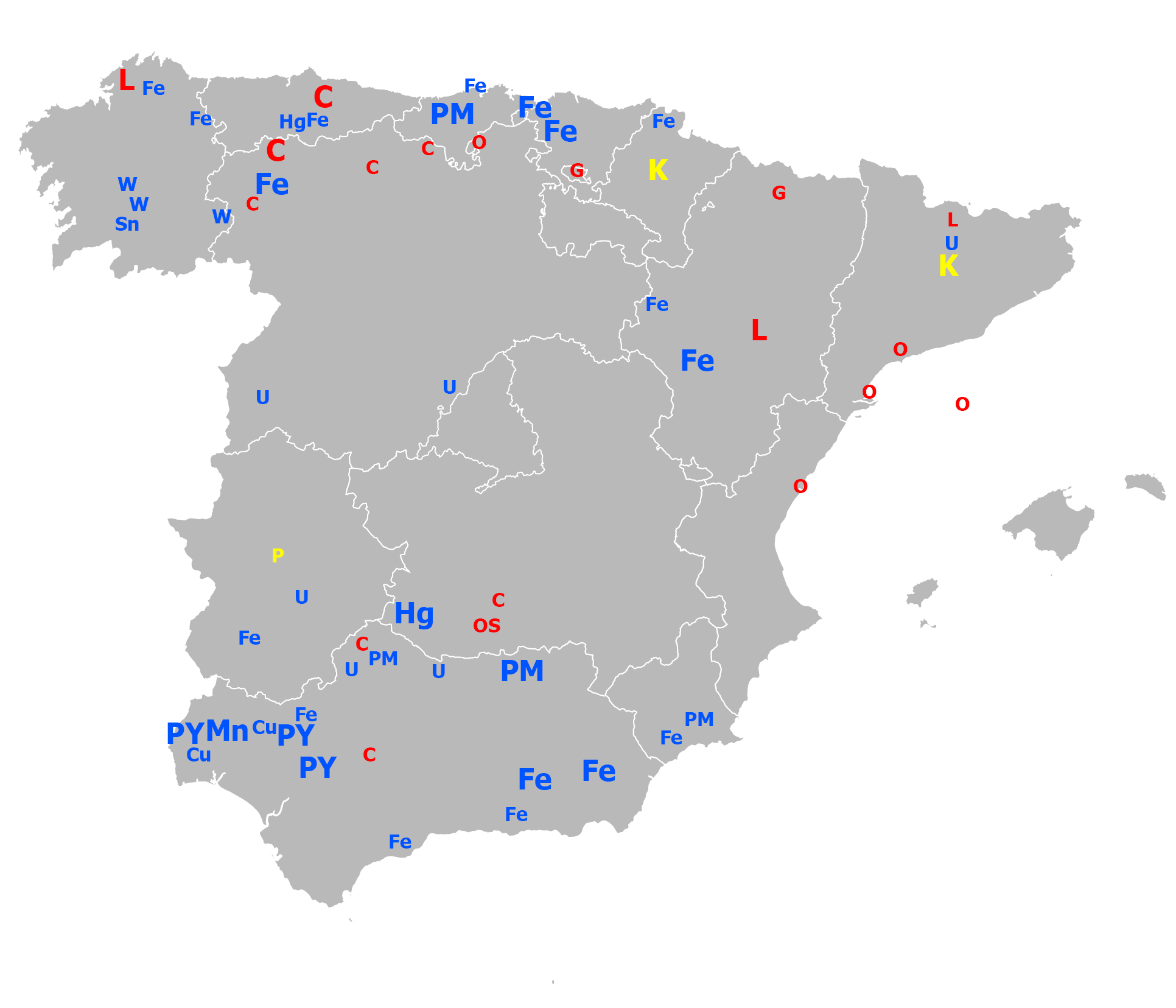
Полезные ископаемые Испании. Синим цветом обозначены металлы (в том числе PM — полиметаллы, PY — пириты), красным — ископаемое топливо (C — каменный уголь, L — бурый уголь, O — нефть, G — природный газ, OS — горючие сланцы), жёлтым — калийные соли (K) и фосфориты (P).

Недра Испании богаты разнообразными полезными ископаемыми, в частности, здесь есть медь, железная руда, олово, свинец, цинк, ртуть, пирит, каолин, флюорит, известняк.
Основные полезные ископаемые Испании состоянию на 1998—1999 годы
| Полезные ископаемые                       | Запасы           | Запасы | Содержание полезного компонента в рудах, % | Доля в мире, % |
| Полезные ископаемые                       | Подтверж- дённые | Общие  | Содержание полезного компонента в рудах, % | Доля в мире, % |
| ----------------------------------------- | ---------------- | ------ | ------------------------------------------ | -------------- |
| Боксит, млн т                             | 63               | 107    | 53 (Al2O3)                                 | 0,2            |
| Барит, тыс. т                             | 800              | 1800   | 95 (BaSO4)                                 | 0,2            |
| Вольфрам, тыс. т                          | 20               | 36     | 0,3 (WO3)                                  | 0,8            |
| Железные руды, млн т                      | 500              | 1450   | 45                                         | 0,3            |
| Золото, т                                 | 120              | 200    | 0,4—3,6 г/т                                | 0,2            |
| Калийные соли, млн т (в пересчете на К2О) | 20               | 75     | 13 (К2О)                                   | 0,3            |
| Марганцевые руды, млн т                   | 1                | 1      | 25 (Mn)                                    |                |
| Медь, тыс. т                              | 3420             | 5624   | 0,48                                       | 0,5            |
| Нефть, млн т                              | 4,1              | 18     |                                            |                |
| Олово, тыс. т                             | 45               | 65     | 0,7                                        |                |
| Плавиковый шпат, млн т                    | 6                | 8      | 33 (CaF2)                                  | 3,2            |
| Природный газ, млрд м³                    | 17               | 23     |                                            |                |
| Ртуть, тыс. т                             |                  | 76     | 1,9                                        | 56,7           |
| Свинец, тыс. т                            | 2292             | 4297   | 1,5                                        | 1,9            |
| Серебро, т                                | 14 000           | 15 000 | 40 г/т                                     | 2,6            |
| Тантал, т                                 | 200              | 350    | 0,03                                       | 0,26           |
| Уголь, млн т                              | 2455             | 5548   |                                            |                |
| Апатиты, млн т                            | 5,3              | 32,8   | 20 (Р2О5)                                  | 0,1            |
| Фосфориты, млн т                          |                  | 0,5    | 25 (Р2О5)                                  |                |
| Цинк, тыс. т                              | 5363             | 8683   | 5,3                                        | 1,9            |
| Уран, тыс. т                              | 4,65             | 4,65   | 0,07                                       | 0,2            |

## Отдельные виды полезных ископаемых
Нефть и газ. В Испании и её акваториях Атлантического океана и Средиземного моря находится три нефтегазоносных бассейна (общие запасы нефти около 18 млн тонн, газа 23 млрд м³). Все бассейны связаны с областью развития герцинского массива и его сочленением с альпийскими горными складчатыми сооружениями Пиреней и Кордильерой-Бетика. В 1964 году была найдена нефть в 65 км к северу от Бургоса, а в начале 1970-х годов — около Ампосты в дельте Эбро.
Уголь. По общим запасам угля (каменный 3,5 млрд тонн, бурый 1,7 млрд тонн) Испания занимает одно из ведущих мест среди стран Западной Европы. Основные угольные бассейны расположены в провинциях Овьедо, Леон, Паленсия, Севилья, Ла-Корунья, Лерида и Теруэль. На севере известны Астурийский каменноугольный бассейн и бассейн южного склона Кантабрийских гор, на юге — каменноугольный бассейн в Сьерра-Морена, на северо-востоке — Каталонский и Теруэльский буроугольный бассейны. Каменный уголь первых двух районов относится к карбону, бурый уголь (лигнит) — к палеогену. Наибольшее значение имеет уголь карбонового возраста. Продуктивная толща мощностью 2000—4000 м сложена известняками, мергелями, песчаниками, конгломератами и глинистыми сланцами. Угленосная свита имеет мощность до 2500 м. Толщина угольных пластов — 0,6—12 м (средняя — 2 м).
Уран. По общим запасам урановых руд страна занимает заметное место среди государств Западной Европы. Основное значение имеют месторождения, приуроченные к кембрийским и докембрийским сланцам. 12 урановых месторождений образуют широкую дугу субширотного направления (провинции Саламанка, Касерес, Бадахос, Хаэн, Лерида), продолжающуюся на территории Португалии. Большое месторождение — Сьюдад-Родриго (Саламанка) жильного типа. Рудные минералы — урановая смолка, кофинит, урановая чернь, стенит, торбернит, которые наполняют трещины в тектонических зонах, сопровождаются сульфидами цветных металлов (халькопирит, сфалерит, галенит, а также пирит и марказит). Месторождения урана в провинциях Сеговия, Сория, Гвадалахара, Касерес, Бадахос, Хаэн представлены минералами настураном и урановой чернью. Рудоносны триасовые песчаники.
Железо. Большая часть железных руд содержит в среднем 50 % Fe и нередко вредные примеси, например, Р до 0,7 %. Известны три типа железорудных месторождений: гидротермально-метасоматические (тип Бильбао), на которые приходится около 53 % запасов руды в стране; контактово-метасоматические — 19 % запасов; осадочные оолитовые руды — 28 % запасов. Месторождение Маркесадо разрабатывается открытым способом.
Вольфрам. Основные месторождения вольфрамовых руд расположены в провинциях Ла-Корунья, Самора, Касерес, Бадахос и других. Наиболее часто встречаются 2 типа месторождений: кварцево-жильный и скарновый. К первому типу относятся Санта-Барбара, Манолита, Касуалидад, Барруекопардо. Месторождения второго типа находятся главным образом в рудном районе Морилье. Вмещающие породы — гнейсы, сланцы, кварциты. Большинство месторождений характеризуются комплексной оловянно-вольфрамовой минерализацией.
Медь. По запасам медных руд Испания занимает 3-е место среди стран Европы (после Польши и Болгарии, 1999). Содержащие медь сульфидные руды Испании связаны с метаморфическими породами докембрия, а также с карбонатными, эффузивными и интрузивными породами среднего состава. Известно 2 главных типа сульфидных месторождений: пиритные руды с галенитом, сфалеритом, халькопиритом, халькозином и месторождения медно-порфировых руд с повышенными концентрациями золота и серебра в зонах повторного сульфидного обогащения.
Олово. По запасам оловянных руд Испания занимает 3-е место среди стран Западной Европы (после Португалии и Франции, 1999). Основные месторождения оловянных руд связаны с так называемым оловянным поясом, который тянется от Ла-Коруньи в Бадахоса.
Ртуть. По запасам ртутных руд Испания занимает 1-е место среди стран мира (2003). Основные запасы ртути находятся в месторождении Альмаден, расположенном в Иберийском Месете. Содержание ртути в руде — 2—5 %, на окр.[уточнить] участках — до 20 %. Состав руд: киноварь, самородная ртуть, пирит, барит, кварц. Руды массивные, прожилковые и вкрапленные. Крупнейшее в мире месторождение ртути Альмаден расположено в провинции Сьюдад-Реаль, в нескольких километрах западу от города Альмаден. Месторождение относится к телетермальному генетическому классу, к кварцево-дикитовому промышленному типу. Его непрерывная эксплуатация ведётся уже более 2000 лет; оценки суммарной добычи за этот период колеблются от 250 до 500 тыс. тонн ртути. Оруденения приурочены к трём круто падающим пластам кварцит-песчаников и песчаников ордовика и нижнего силура, разделенных прослойками углистых сланцев, общей мощностью до 40—60 м. Среднее содержание ртути в рудах Альмадена с 1900 по 1932 годы составило 5,5 %; сегодня в запасах месторождения он не превышает 1 %. Общие запасы месторождения с учётом добытого металла оцениваются в 0,5—1,0 млн тонн ртути.
Полиметаллы. По запасам свинцовых руд Испания занимает 2-е место в Западной Европе (после Польши), а цинковых руд — 3-е место в Западной Европе (после Ирландии и Польши, 1999). Месторождения руд, свинца и цинка сосредоточены в провинциях Хаэн, Альмерия, Мурсия, Леон, Сьюдад-Реаль, Кордова, Бадахос, Гранада и комарке Сантандер. Выделено 3 основные типы месторождения: субвулканогенно-гидротермальные и жильные (Ла-Уньйон); стратиформные осадочные (Ахилла); эксгаляционно-осадочные (Реосин). Последнее — одно из крупнейших полиметаллических месторождений Европы. Рудные минералы: галенит, сфалерит, другие сульфиды, содержащие примесь серебра, а также вюртцит, кальцит.
Сурьма, титан, мышьяк. Месторождения сурьмяных руд расположены в золото-сурьмяно поясе. Известны также коренные и россыпные месторождения титановых руд (Галисия), месторождения руд мышьяка (Боньяр в провинции Леон, Кастро-де-Рей в провинции Луго).
Золото, серебро, руды редких металлов и рассеянных элементов заключены в месторождениях сульфидных руд. Например, золото — в медных рудах месторождении Серро-Колорадо, серебро — в свинцово-цинковых рудах месторождений Реосин, Рубьялес, Рио-Тинто.
Платиноиды. Прогнозные ресурсы платиноидов Испании незначительны и составляют до 300 тонн (около 0,6 % мировых).
Горнохимическое сырье представлено пиритом, калийными и каменными солями, баритом, фосфоритами. По общим запасам пирита (550 млн тонн, содержание в руде 45 %) Испания занимает 1-е место среди стран Западной Европы. Основные запасы сосредоточены в месторождениях Уэльва и Севилья. Прогнозные запасы пирита здесь оцениваются в 1 млрд тонн. Крупнейшие месторождения — Рио-Тинто, Тарсис, Ла-Сарс, Серро-Колорадо. Рудные тела, как правило, вулканогенного происхождения. Сульфидные руды имеют комплексный состав: пирит, марказит, пирротин, халькопирит, галенит, сфалерит, а также примеси золота, серебра, иридия, теллура, кобальта, мышьяка.
Калийные соли. По запасам калийных солей Испания занимает 2—3-е место среди стран Западной Европы (после Германии, 1999). Месторождения приурочены к отложениям эоцена-олигоцена. Соли представлены сильвином и карналлитом. Глубина залегания пластов соли в Каталонии (Каталонское месторождение калийных солей) 275—1500 м; среднее содержание К2О в руде 15—29 %. В Наварре глубина залегания пластов — 100—1200 м, содержание К2О 14—20 %; залежи почти истощены. Месторождения каменной соли (район городов Пинос, Поланко, вблизи города Сантандер и вблизи города Сарагоса, Ремолинос и Торрес-де-Беррельен) приурочены к кейперу (нижний пермь) и миоцена. Имеются месторождения тенардитов и глауберитов.
Нерудное индустриальное сырье представлено месторождениями флюорита, кварцевого песка, диатомита, магнезита, талька. По запасам флюорита Испания делит с Италией 2-3-е место среди стран Европы (после Франции, 1999). Это преимущественно жильные месторождения, содержащие 40—45 % CaF2 (провинции Жерона, Кордова, Гранада и комарке Овьедо). Месторождения кварца есть в провинциях Ла-Корунья, Бургос, Леон, в Стране Басков. Основные месторождения диатомита находятся в провинциях Леон, Жерона, Малага. Достоверные запасы магнезита — более 110 млн тонн (Галисия, Наварра, Мадрид). Месторождения талька есть в провинциях Леон, Жерона, Малага.
Нерудные строительные материалы представлены каолином, доломитом, известняком, мрамором, мелом и других. Основные месторождения расположены Галисии, Астурии, а также провинции Валенсия, Сория, Гвадалахара, Понтеведра и Теруэль (ок. 200 месторождений). Крупное месторождение каолина — Гвадалахара (содержание каолина — 15 %). Месторождения доломита известны в провинциях Овьедо, Сантандер, Гранада, месторождения известняка в провинциях Валенсия, Барселона, Малага, мрамора — в провинциях Жерона, Аликанте, Гранада, Малага, мела — в провинции Таррагона, гипса — в провинциях Барселона, Мадрид, Толедо, Бургос, Леон.
Минеральные и термальные воды. В Испании имеются многочисленные источники карбонатных и термальных вод, на базе которых функционирует более 130 курортов.